# NGC 2560
NGC 2560 (również PGC 23367 lub UGC 4337) – galaktyka spiralna (S0-a), znajdująca się w gwiazdozbiorze Raka. Odkrył ją Heinrich Louis d’Arrest 17 marca 1862 roku.